# The Bugle Sounds

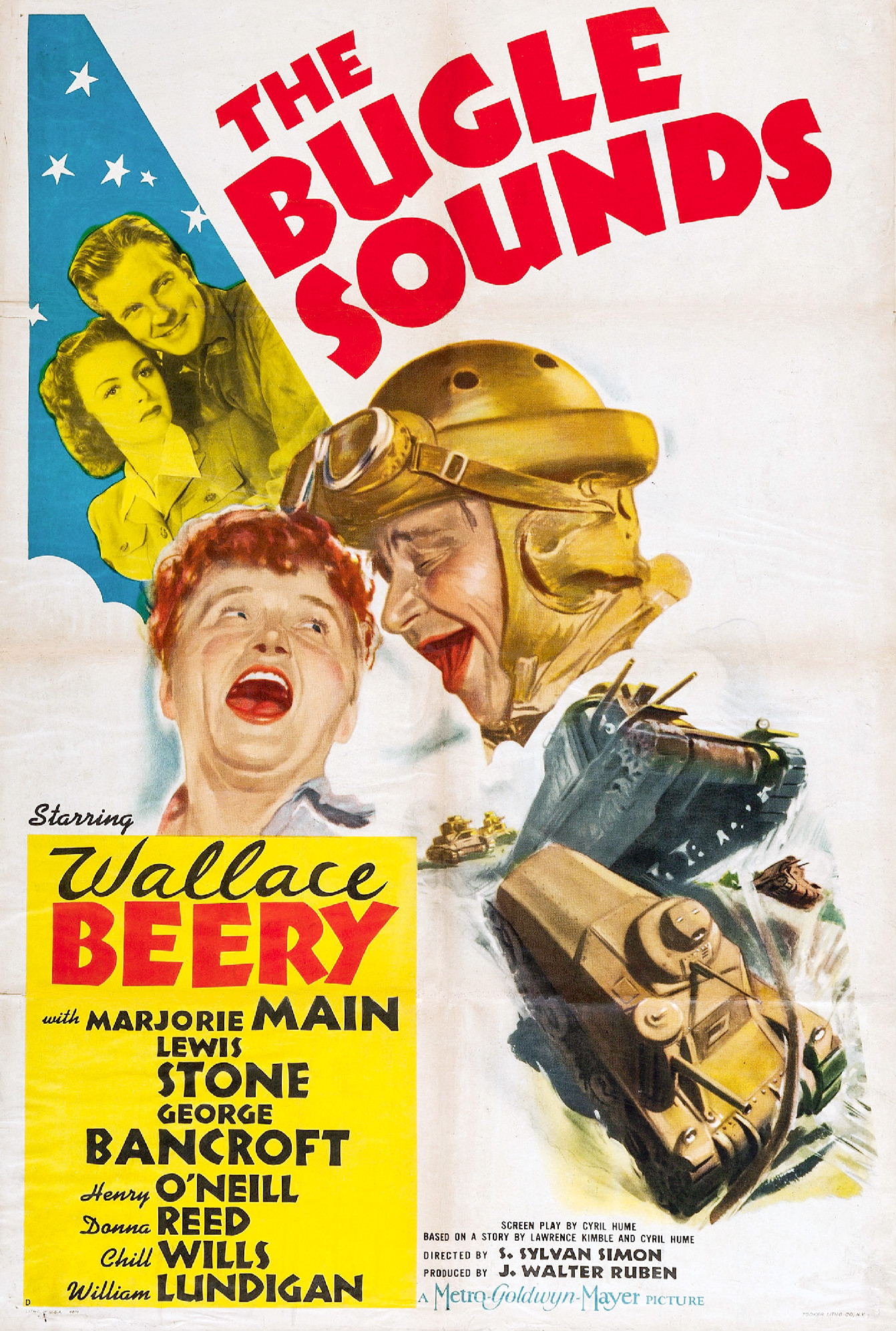

Pour plus de détails, voir Fiche technique et Distribution.
The Bugle Sounds est un film américain réalisé par S. Sylvan Simon, sorti en 1942.

## Synopsis
En 1941, le colonel Lawton du 19e régiment de cavalerie doit convertir son unité de chevaux en chars légers. Le premier sergent Patrick Aloysius « Hap » Doan, qui a près de 30 ans d’expérience dans la cavalerie américaine avec un service dans la campagne de la frontière mexicaine et la Première Guerre mondiale, a du mal à s’adapter. Le régiment doit également accueillir ses premiers conscrits. Pendant ce temps, des saboteurs tentent de détruire les chars.

## Fiche technique
- Titre : The Bugle Sounds
- Réalisation : S. Sylvan Simon
- Scénario : Cyril Hume et Lawrence Kimble (en)
- Direction artistique : Cedric Gibbons
- Photographie : Clyde De Vinna
- Montage : Ben Lewis
- Musique : Lennie Hayton
- Société de production : Metro-Goldwyn-Mayer
- Pays d'origine : États-Unis
- Format : Noir et blanc - 1,37:1
- Genre : guerre
- Durée : 102 minutes
- Date de sortie : 1942

## Distribution
- Wallace Beery : 'Hap' Doan
- Marjorie Main : Susie
- Lewis Stone : Colonel Lawton
- George Bancroft : Russell
- Henry O'Neill : Lieutenant Colonel Seton
- Donna Reed : Sally Hanson
- Chill Wills : Dillon
- William Lundigan : Joe Hanson
- Tom Dugan : Sergent Strong
- Guinn Williams : Krims
- Ernest Whitman : Cartaret
- Roman Bohnen : Leech
- Jerome Cowan : Nichols
- Arthur Space : Hank
- Jonathan Hale : Brigadier-General